# Comuna Kolašin
Comuna Kolašin (în muntenegreană Opština Kolašin) este o diviziune administrativă de ordinul întâi din Muntenegru. Reședința sa este orașul Kolašin.